# Вајт Сулфер Спрингс (Западна Вирџинија)
Вајт Сулфер Спрингс (енгл. White Sulphur Springs) град је у америчкој савезној држави Западна Вирџинија.

## Демографија
По попису из 2010. године број становника је 2.444, што је 129 (5,6%) становника више него 2000. године.
| Група             | 2000.         | 2010.         |
| Белци             | 1.889 (81,6%) | 2.027 (82,9%) |
| Афроамериканци    | 346 (14,9%)   | 331 (13,5%)   |
| Азијати           | 6 (0,3%)      | 8 (0,3%)      |
| Хиспаноамериканци | 24 (1,0%)     | 32 (1,3%)     |
| Укупно            | 2.315         | 2.444         |